# Joseph Mawle
Joseph Mawle (Oxford, 21 marzo 1974) è un attore britannico.
Attore inglese molto attivo nella televisione e nel teatro, è noto principalmente per i suoi ruoli di Benjen Stark nella serie televisiva Il Trono di Spade, dell'ispettore Jedediah Shine in Ripper Street e di Odisseo nella serie Netflix Troy - La caduta di Troia

## Filmografia

### Cinema
- Lezione ventuno, regia di Alessandro Baricco (2008)
- Heartless, regia di Philip Ridley (2009)
- We Want Sex, regia di Nigel Cole (2010)
- 1921 - Il mistero di Rookford (The Awakening), regia di Nick Murphy (2011)
- La fredda luce del giorno (The Cold Light of Day), regia di Mabrouk El Mechri (2012)
- La leggenda del cacciatore di vampiri (Abraham Lincoln: Vampire Hunter), regia di Timur Bekmambetov (2012)
- Shell, regia di Scott Graham (2012)
- Half of a Yellow Sun, regia di Biyi Bandele (2013)
- The Prototype, regia di Andrew Will (2013)
- The Hallow, regia di Corin Hardy (2015)
- Kill Your Friends, regia di Owen Harris (2015)
- Heart of the Sea - Le origini di Moby Dick (In the Heart of the Sea), regia di Ron Howard (2015)
- QEDA, regia di Max Kestner (2017)
- L'ombra di Stalin (Mr. Jones), regia di Agnieszka Holland (2019)

### Televisione
- Merlino, regia di Steve Barron – miniserie TV, 1 puntata (1998)
- Sir Gadabout, the Worst Knight in the Land – serie TV, 10 episodi (2002)
- Soundproof, regia di Edmund Coulthard – film TV (2006)
- Testimoni silenziosi (Silent Witness) – serie TV, 2 episodi (2006)
- Dalziel and Pascoe – serie TV, 2 episodi (2006)
- The Secret Life of Mrs. Beeton, regia di Jon Jones – film TV (2006)
- Persuasion, regia di Adrian Shergold – film TV (2007)
- Holby Blue – serie TV, 1 episodio (2007)
- Clapham Junction, regia di Adrian Shergold – film TV (2007)
- The Passion, regia di Michael Offer – miniserie TV, 4 puntate (2008)
- Foyle's War – serie TV, 1 episodio (2008)
- Free Agents – serie TV, 1 episodio (2009)
- Red Riding: 1980 (Red Riding: The Year of Our Lord 1980), regia di James Marsh – film TV (2009)
- Freefall, regia di Dominic Savage – film TV (2009)
- The Street – serie TV, 1 episodio (2009)
- Waking the Dead – serie TV, 2 episodi (2009)
- Merlin – serie TV, 1 episodio (2009)
- Five Daughters, regia di Philippa Lowthorpe – miniserie TV, 3 puntate (2010)
- Dive – film TV (2010)
- Poirot (Agatha Christie's Poirot) – serie TV, episodio 12x04 (2010)
- Women in Love, regia di Miranda Bowen – miniserie TV, 2 puntate (2011)
- Il Trono di Spade (Game of Thrones) – serie TV, 6 episodi (2011-2017)
- Birdsong – serie TV, 2 episodi (2012)
- The Tunnel – serie TV, 5 episodi (2013)
- Ripper Street – serie TV, 8 episodi (2013-2016)
- Sense8 – serie TV, 2 episodi (2015)
- The Last Panthers – serie TV, 3 episodi (2015)
- Troy - La caduta di Troia (Troy: Fall of a City), regia di Owen Harris e Mark Brozel – miniserie TV, 8 puntate (2018)
- MotherFatherSon, regia di James Kent e Charles Sturridge – miniserie TV, 7 puntate (2019)
- Il Signore degli Anelli - Gli Anelli del Potere (The Lord of the Rings: The Rings of Power) – serie TV, 5 episodi (2022)
- 1923 – serie TV, episodio 1x06 (2023)
- Mary & George, regia di Oliver Hermanus, Alex Winckler e Florian Cossen – miniserie TV, puntata 5 (2024)

### Cortometraggi
- After Tomorrow (2009)
- Sometimes the Moon Is Velvet (2010)
- Deathless (2010)
- The Beast (2013)
- Twelve (2014)
- The Winter's Tale (2016)
- Land's End (2018)

## Teatro
- Troilo e Cressida al Shakespeare at the Tobacco Factory (2003)
- Amleto al The Nuffield Theatre (2004)
- Antonio e Cleopatra al Royal Exchange (2005)
- The Last Days of Judas Iscariot al Almeida Theatre (2008)

## Doppiatori italiani
Nelle versioni in italiano delle opere in cui ha recitato, Joseph Mawle è stato doppiato da:
- Christian Iansante ne Il Trono di Spade, MotherFatherSon, Mary & George
- Loris Loddi ne La fredda luce del giorno, Kill Your Friends
- Pasquale Anselmo in Heartless
- Alessandro Budroni ne La leggenda del cacciatore di vampiri
- Dario Oppido in Heart of the Sea - Le origini di Moby Dick
- Roberto Certomà in 1921 - Il mistero di Rookford
- Sandro Acerbo in Merlin
- Fabio Boccanera in Troy - La caduta di Troia
- Gianluca Machelli ne Il Signore degli Anelli - Gli Anelli del Potere